# デルフィック領域
デルフィック領域（デルフィックりょういき、Delphic Expanse）はアメリカのSFドラマ・『スタートレック:エンタープライズ』に登場する架空の宇宙領域。22世紀頃までアルファ宇宙域に存在した。

## 特徴
領域の幅は最大で2000光年に及び、地球からは50光年の距離にある。その周囲を熱と圧力を持った特殊なガス物質が雲状に覆っており、その厚さは数100万キロに達する。この領域内に入るのは比較的容易だが脱出するのは困難である。また領域内に入った者は身体や精神に異常を来たすなど、奇妙な体験によって無事帰還できない。これらのことからデルフィック領域はその領域外の種族に危険視されている。
領域内では、強烈かつ局所的な重力の変位が起こり、物理法則までもが通常の宇宙空間とは異なるという事態が生じる。そのため通常の宇宙船での航行は非常に困難となり、乗組員に死の危険が伴う。これを防ぐためにはトレリウムDという特殊な物質で船を補強する必要がある（ただし一度補強してしまえば、あとは通常通り平穏な航行ができる）。
この領域起源の種族にはズィンディ、スカゴラ人、トリアノン人がいる。

## トレリウムD
この物質で船体を覆うと、船は重力の影響を受けずにすむ。しかし、トレリウムDを合成するためには液体にする必要があり、液体の状態だと非常に不安定な物質となるため、精製は困難である。
また、トレリウムDはバルカン人にとっては地球人にとっての麻薬以上に有害であり（麻薬同様に依存性、禁断症状も伴う）、感情の制御が不能になったり、外形が変化したりして、最終的には死に至る。